# Ring of Destruction: Slammasters II
Ring of Destruction: Slammasters II (Super Muscle Bomber: The International Blowout au Japon) est un jeu vidéo de catch développé et édité par Capcom, sorti en arcade sur CP System II en septembre 1994,.

## Série
1. Saturday Night Slam Masters : 1993
2. Muscle Bomber Duo: Ultimate Team Battle : 1993
3. Ring of Destruction: Slammasters II